# Васюнинский сельсовет
Васюнинский сельсовет — упразднённая административно-территориальная единица, существовавшая на территории Московской губернии и Московской области до 1960 года.
Васюнинский сельсовет был образован в первые годы советской власти. По данным 1919 года он входил в состав Вороновской волости Подольского уезда Московской губернии.
В 1929 году Васюнинский сельсовет вошёл в состав Краснопахорского района Московского округа Московской области.
4 июля 1946 года Краснопахорский район был переименован в Калининский.
7 декабря 1957 года Калининский район был упразднён и Васюнинский с/с вошёл в Подольский район.
20 августа 1960 года Васюнинский с/с был упразднён, а его территория была объединена с Кручинским с/с в Роговский с/с.